# 하라다 와타루
하라다 와타루(일본어: 原田 亘, 1996년 7월 22일~)는 일본의 축구 선수이다.

## 구단 경력
그는 2019년 일본 풋볼 리그의 FC 이마바리에 입단했다. 2019년 일본 풋볼 리그 3위를 기록하여 J3리그로 승격했다. 2021년까지 83경기에 출전하여, 10득점을 넣었다. 2022년 J1리그의 사간 도스로 이적했다. 2024년까지 88경기에 출전하여, 4득점을 넣었다. 2025년 가시와 레이솔로 이적했다.